# إريك باري (معماري)
إريك أوين باري و.إ.ب م.ف (بالإنجليزية: Eric Owen Parry؛ مواليد في 24 مارس 1952) هو مهندس معماري ومصمم وكاتب ومعلم بريطاني. باري هو مؤسس ومدير شركة إريك باري للهندسة المعمارية التي تأسست في لندن عام 1983. تشمل أعماله المبنية ترميم وتجديد سانت مارتن إن ذا فيلدز في لندن، ومتحف هولبورن في باث، و50 شارع نيو بوند، و23 سافيل رو، وون إيجل بلايس في بيكاديللي، وميدان ألديرمانبري بجانب جدار لندن، وميدان فينسبري 30 في لندن، وبورصة لندن. تشمل مشاريعه أيضًا عددًا من التطورات السكنية. تم عرض أعمال وتصميمات إريك باري المعمارية دوليًا في معارض رئيسية، بما في ذلك الأكاديمية الملكية للفنون، والمدرسة البريطانية في روما، وبينالي البندقية للهندسة المعمارية 2012.

## الحياة الشخصية

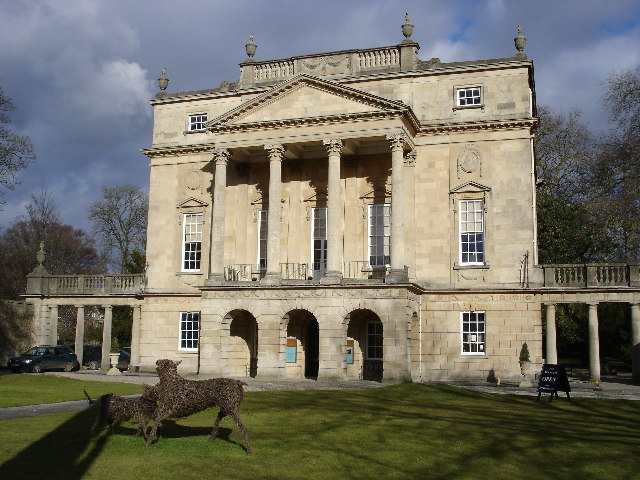
متحف هولبورن، باث، الترميم والتجديد، 2002–2011

وُلِد في مدينة الكويت، الكويت في 24 مارس 1952، لوالدين بريطانيين هما ماريون وإريك باري، وكان والد باري كبير المسؤولين الطبيين في الخدمة الصحية الكويتية بين عامي 1948 و1962. في كتابه السياق: العمارة وعبقرية المكان (2015)، يشير باري إلى ذكرياته عن نشأته في الكويت على مرأى من الحياة البدوية للقبائل البدوية. انتقل باري لاحقًا إلى بريطانيا، وتلقى تعليمه في مدرسة شروزبري. منذ عام 1970، التحق بكلية الهندسة المعمارية والتخطيط والمناظر الطبيعية بجامعة نيوكاسل، وتخرج بدرجة البكالوريوس في الآداب في الهندسة المعمارية عام 1973. ثم سجل لاحقًا في الكلية الملكية للفنون، حيث حصل على درجة الماجستير في الآداب عام 1978. أكمل باري تعليمه المعماري الرسمي في كلية الهندسة المعمارية التابعة للجمعية المعمارية، حيث تم تدريسه على يد داليبور فيسلي وبيتر كارل، وكلاهما سيقابلهما لاحقًا أثناء التدريس في كامبريدج. حصل باري على دبلومة في الهندسة المعمارية من الجمعية المعمارية عام 1980. قام بالتدريس في قسم الهندسة المعمارية في كامبريدج من عام 1983 إلى عام 1997، كمحاضر في الهندسة المعمارية. حصل باري على درجة الماجستير الفخرية في الآداب من جامعة كامبريدج، وهو عضو في بيترهاوس، كامبريدج. في عام 2006، انتُخب باري في الأكاديمية الملكية للفنون، وفي عام 2012 حصل على درجة الدكتوراه الفخرية في الآداب من جامعة باث.
في عام 2024 تم تعيين باري نائبًا لرئيس مؤسسة الكنائس الوطنية.

## الحياة المهنية
بدأ إريك باري حياته المهنية كمحاضر في قسم الهندسة المعمارية بجامعة كامبريدج من عام 1983 إلى عام 1997. ومنذ ذلك الحين قام بالتدريس في العديد من الجامعات، بما في ذلك كلية الدراسات العليا للتصميم بجامعة هارفارد وجامعة هيوستن ومعهد طوكيو للتكنولوجيا باليابان. أسس شركة إريك باري للمهندسين المعماريين في لندن عام 1983. وشملت أعماله المبكرة استوديوهات الفنانين في لندن لأنتوني غورملي وتوم فيليبس، والتي اكتملت في عام 1988، بالإضافة إلى إعادة تأهيل خاصة لقلعة بولين في ترن بفرنسا، والتي تضمنت أعمال النحات ستيفن كوكس. يعود تاريخ خطته الرئيسية لكلية بيمبروك، كامبريدج إلى هذه الفترة أيضًا والتي تبعها في عام 1993 مشروع النزل الجديد وسكن الطلاب بالكلية. وقد رافق ذلك عدد من المشاركات في المسابقات المدعوة، وتحديدًا فيما يتعلق بتوسيع متحف فيتزويليام، كامبريدج (1993)، وإعادة بناء قاعة سانت جورج، قلعة وندسور بعد حريق عام 1992.

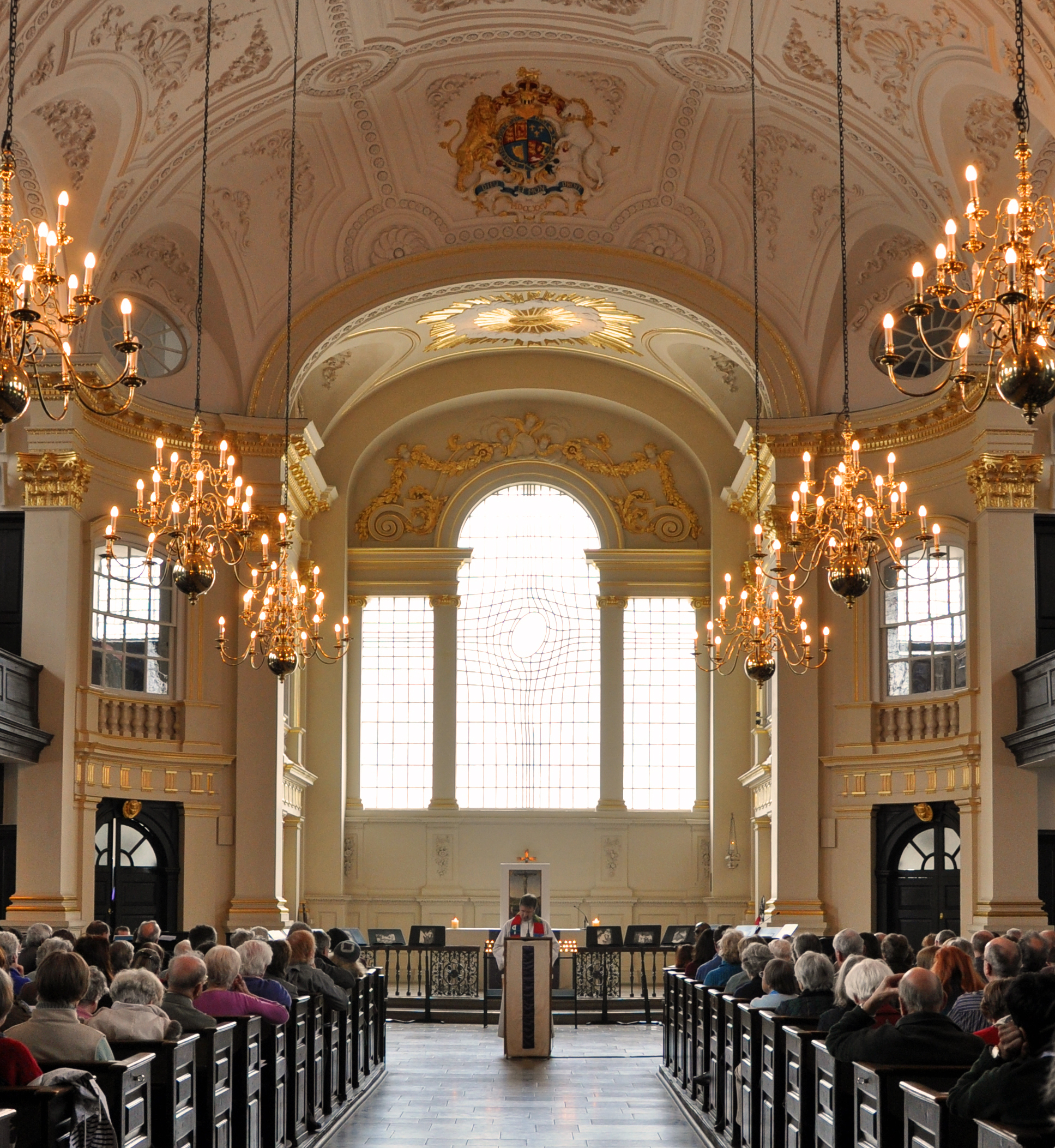
داخل كنيسة سانت مارتن إن ذا فيلدز، 2002–2008

تشمل أعمال باري أيضًا المشاريع التجارية والشركاتية لدبليو 3 ستوكلي بارك، الذي اكتمل في عام 1991، ومكاتب وغرف مؤتمرات إضافية لفندق رويال لانكستر، لندن، ومجمع شقق لداماي سوريا، كوالالمبور، ماليزيا، اكتمل في عام 1997. أدى هذا العمل إلى المزيد من اللجان، مثل المباني المكتبية في لندن لساحة فينسبري 30، والتي اكتملت في عام 2002 بالإضافة إلى سافيل رو 23 وشارع ثريدنيدل 60 وشارع نيو بوند 50، والتي اكتملت جميعها في عام 2009. وشمل هذا الانخراط مع عالم الشركات مشروع بورصة لندن الجديدة. وفي الوقت نفسه، على الجبهتين التاريخية والتعليمية، طوّر باري عددًا من المشاريع للمدارس، من مكتبة مدرسة بيدفورد ومدرسة الموسيقى إلى قاعة سيدارز بمدرسة كاتدرائية ويلز التي اكتملت في عام 2017. ينعكس الجانب الثقافي للممارسة في مشاريع باري للمعارض الفنية في لندن مثل معرض تيموثي تايلور في شارع ديرينج وكارلوس بلايس، بالإضافة إلى ترميم وتجديد سانت مارتن إن ذا فيلدز، الذي اكتمل في عام 2008، ومتحف هولبورن في باث، سومرست. تتضمن أعمال باري اللاحقة المبنى السكني إن 10 لقرية إيست فيليدج، لندن، والتي كانت تُعرف سابقًا بالقرية الأولمبية خلال دورة الألعاب الأولمبية بلندن 2012. في عام 2013، أعلنت الصحافة عن انتهاء شركة باري من بناء مبنى ون إيجل بلايس في بيكاديلي، والذي يتميز بكورنيش من تصميم الفنان ريتشارد ديكون الحائز على جائزة تيرنر. تبع هذا الخبر استكمال باري لبناء مبنى 8 سانت جيمس سكوير المجاور، وهو المبنى الذي حطم الرقم القياسي لإيجار المكاتب في المملكة المتحدة.

## الأعمال
تم إدراج المشاريع التالية في دراسات إريك باري للهندسة المعمارية، المجلد 1 (2002)، المجلد 2 (2011) والمجلد 3 (2015):

### المكتمل

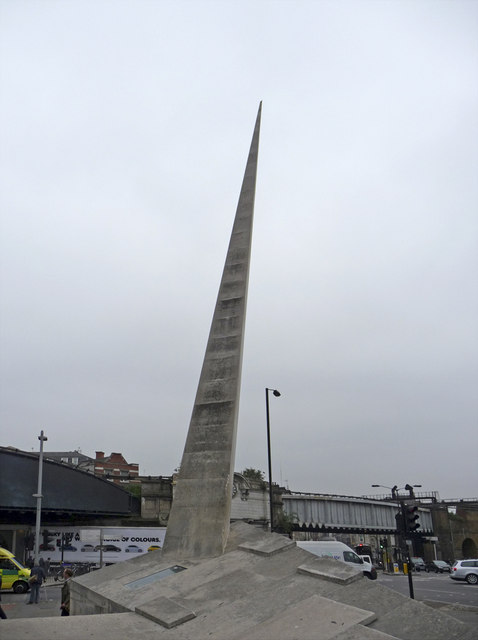
بوابة ساوثوارك، مسلة حجرية، لندن، 1997–1999

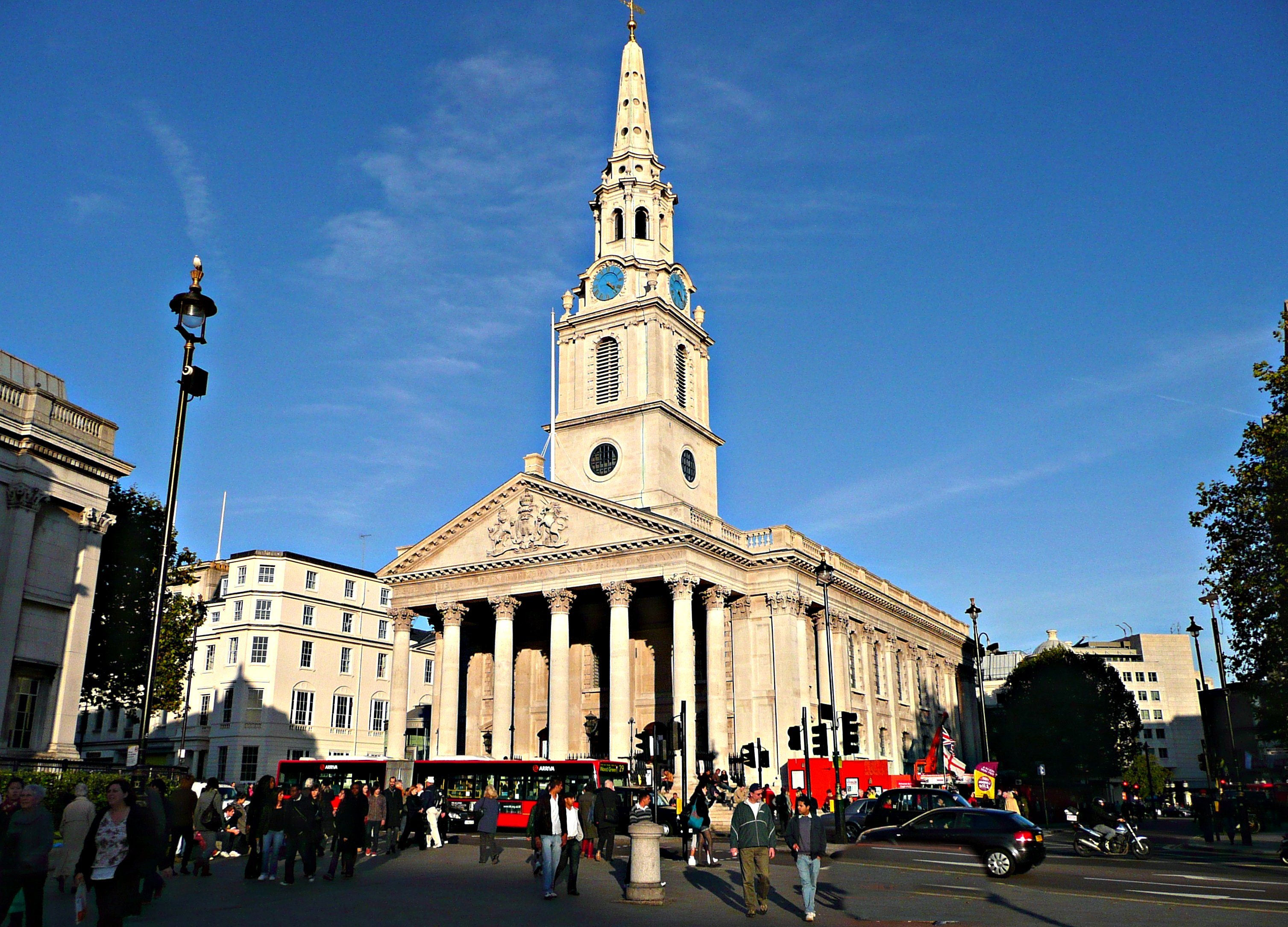
سانت مارتن إن ذا فيلدز، ميدان ترافالغار، أكتوبر 2008

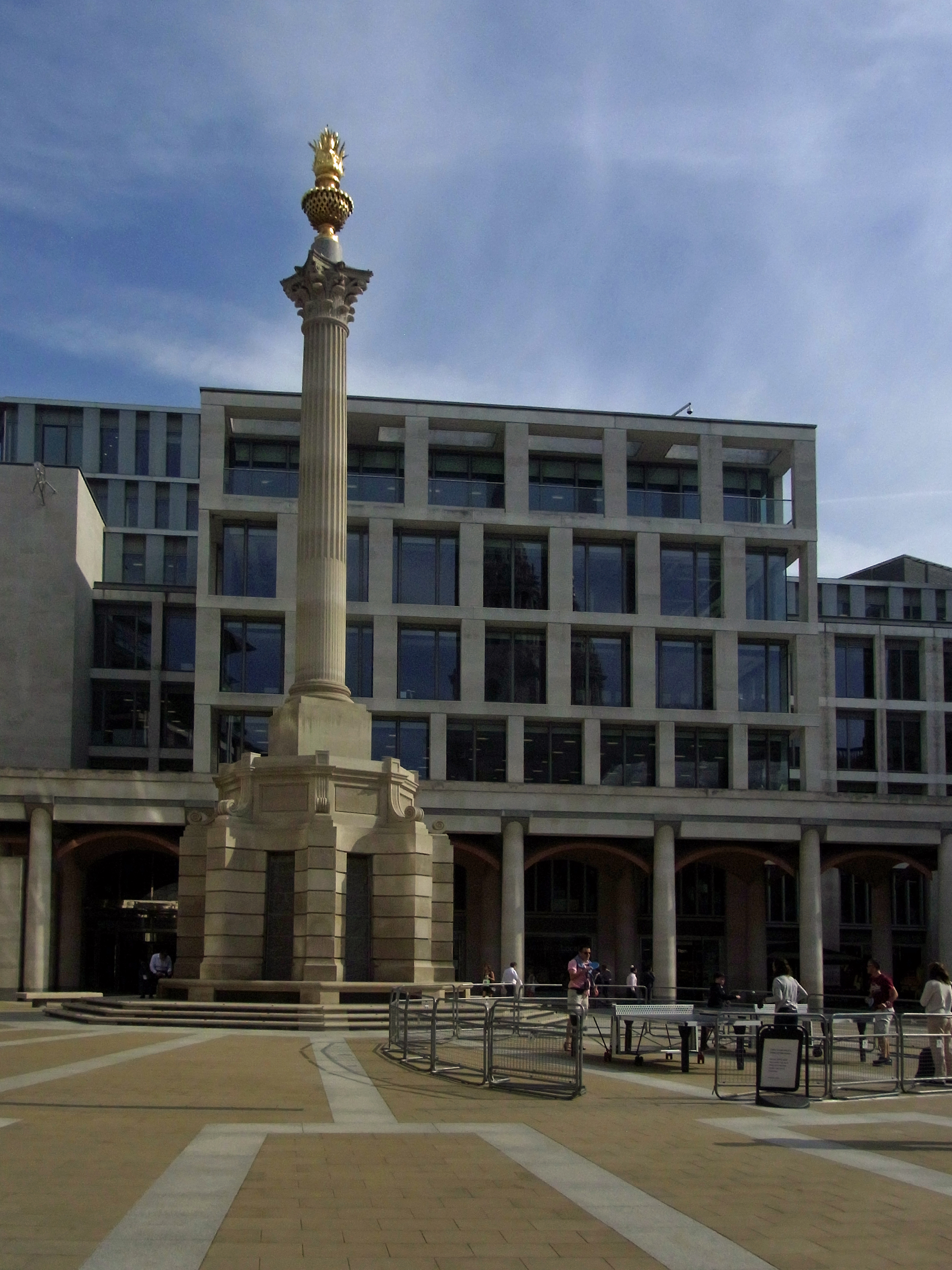
بورصة لندن، 10 ساحة باتيرنوستر، لندن، 1999–2003

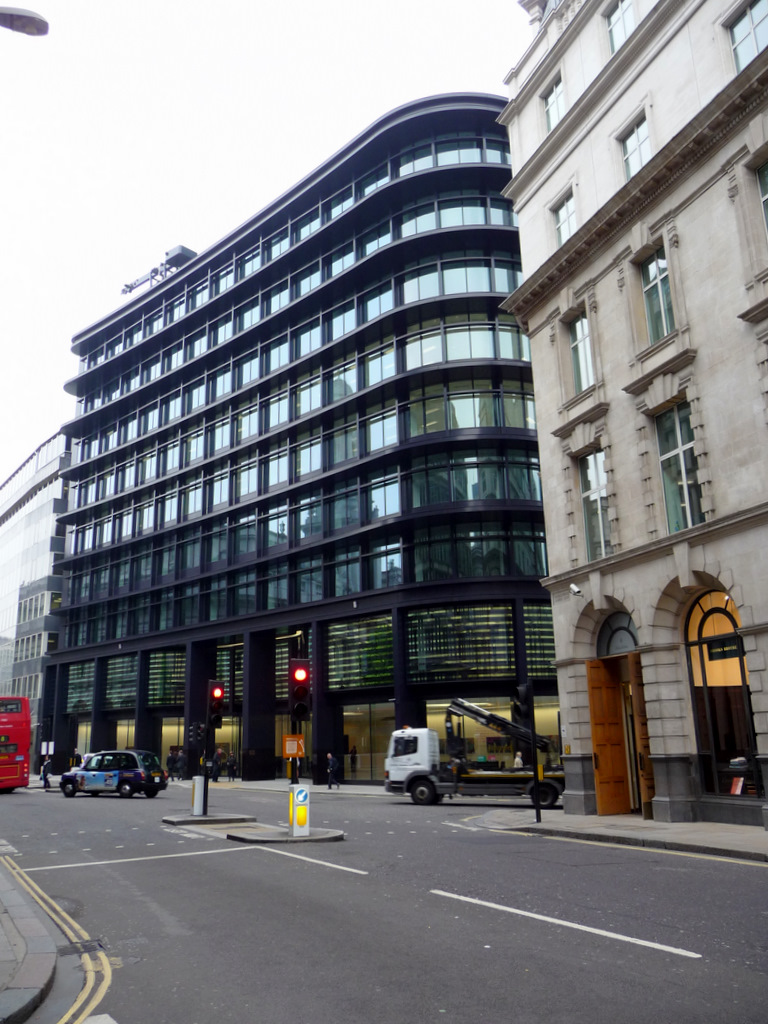
60 شارع ثريدنيدل، لندن، 2004–2009

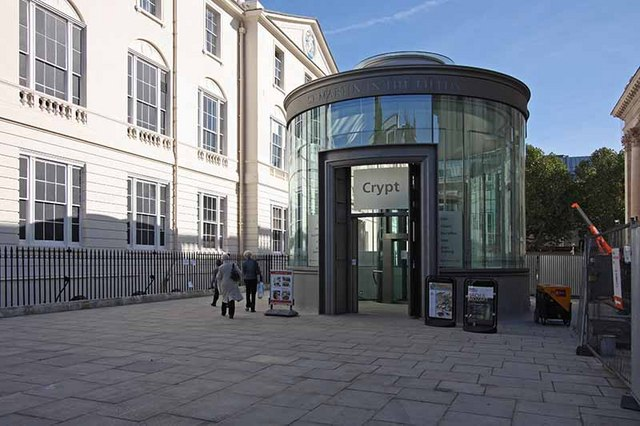
كنيسة سانت مارتن في الحقول، ميدان ترافالغار، مدخل القبو، 2002–2008

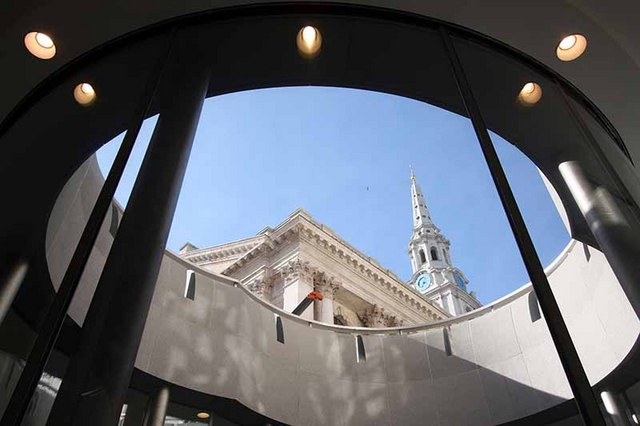
كنيسة سانت مارتن في الحقول، ميدان ترافالغار، منظر من القبو، 2002–2008

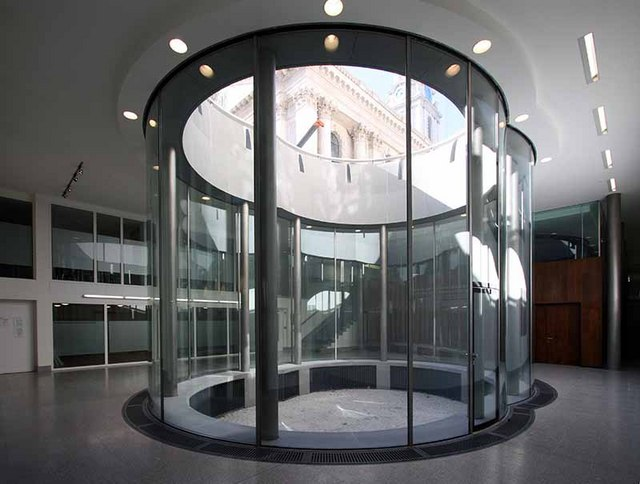
كنيسة سانت مارتن في الحقول، ميدان ترافالغار، بئر الضوء، 2002–2008

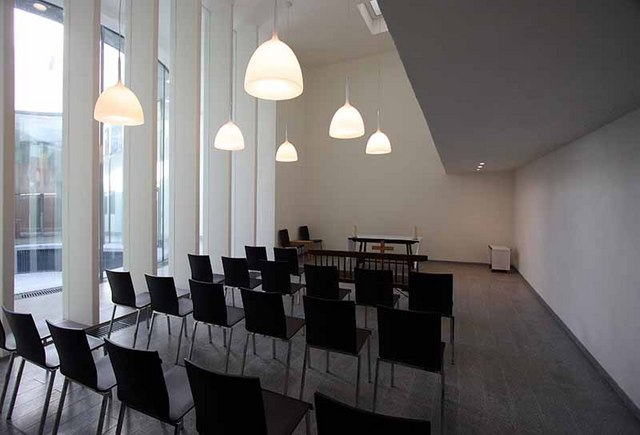
القديس مارتن في الحقول، كنيسة ديك شيبرد، 2002–2008

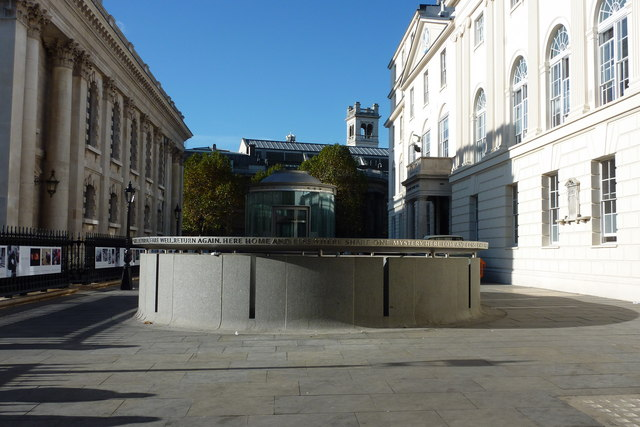
مسار الكنيسة، من تصميم سانت مارتن إن ذا فيلدز، 2002–2008

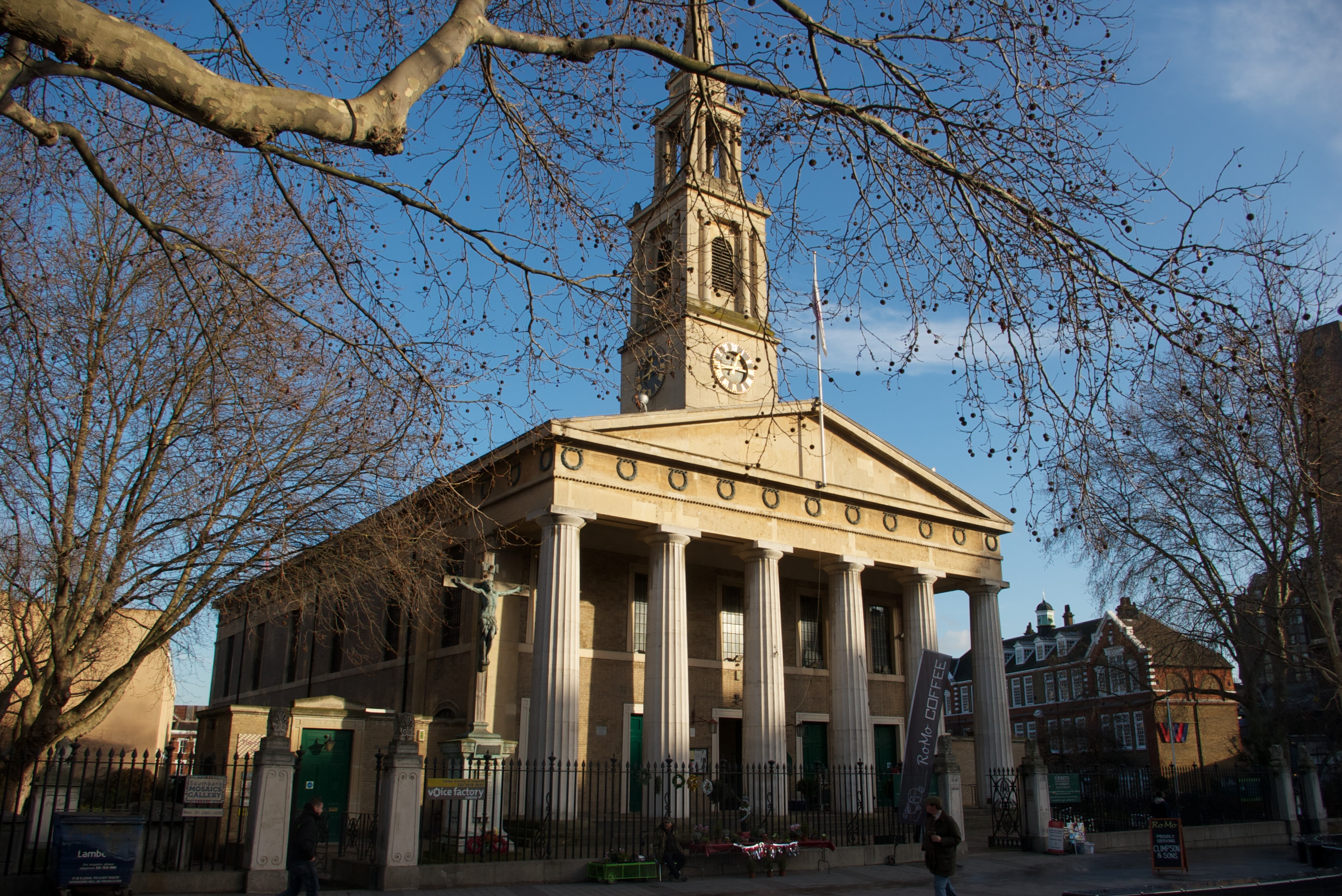
كنيسة القديس يوحنا، واترلو، الواجهة الأمامية في الشتاء، 2010 – مستمر

- 1986 – استوديوهات تصميم الرسوم المتحركة، لندن
- 1986–1988 – استوديوهات الفنانين، لندن
- 1987–2002 – شاتو دو بولان، تارن، فرنسا، مع النحات ستيفن كوكس
- 1988 – مكاتب لشركة ستانهوب، لندن
- 1988–1990 – فيري هاوس، جنوب كامبريدجشير
- 1989–1991 – مبنى مكاتب، دبليو 3 ستوكلي بارك، لندن
- 1989–1991 – ماركت راسين، لنكولنشاير
- 1990 – «إعادة اكتشاف المجال العام»، معرض، معرض هاينز، المعهد الملكي للمهندسين المعماريين البريطانيين
- 1990–2005 – منزل واردور القديم، ويلتشير
- 1991 – إيرل بلايس، لندن، مدخل
- 1991 – مقر إقامة ليبتون، لندن
- 1990–2005 – منزل واردور القديم، ويلتشير
- 1993–1997 – كلية بيمبروك، كامبريدج، النزل الجديد ومبنى سكن الطلاب
- 1994 – وزارة الصوت، لندن
- 1994–1996 – مركز الابتكار في ساسكس، فالمر، شرق ساسكس، إنجلترا
- 1995 – مكاتب، شارع تراس، سنغافورة
- 1996 – مكاتب، ستورنواي هاوس، لندن
- 1996–1997 – شقق داماي سوريا، كوالالمبور، ماليزيا
- 1997 – مقر إقامة أغايس، لندن
- 1997–2004 – مدرسة ويمبلدون للفنون، لندن
- 1997 – مكاتب لشركة ستانهوب، لندن
- 1997–1998 – مقر إقامة تايلور، لندن
- 1997–1999 – بوابة ساوثوورك، لندن
- 1997–2000 – ماندارين أورينتال هايد بارك، لندن، لندن
- 1997–2004 – مدرسة ويمبلدون للفنون، لندن
- 1997–2004 – فندق رويال لانكستر، لندن
- 1998 – متجر أزياء، طريق كينجز، لندن
- 1999–2002 – ساحة فينزوري 30، لندن
- 1999–2002 – مقر إقامة في لندن
- 1999–2003 – بورصة لندن، 10 ساحة باترنوستر، لندن
- 1998–2008 – حديقة جرنتا، مبنى المرافق، جنوب كامبريدجشير
- 1999–2001 – جسر لندن والمناطق المحيطة، لندن
- 1999–2002 – مكاتب، 30 ساحة فينزوري، لندن
- 2000 – سبا فندق ماندارين أورينتال، هايد بارك، لندن
- 2000–2004 – شارع جريشام
- 2001–2003 – مدرسة بيدفورد، المكتبة
- 2001–2009 – 23 سافيل رو، لندن
- 2001–2007 – 5 ألديرمانبري سكوير، لندن
- 2002 – منزل نورفولك، ساحة سانت جيمس، لندن
- 2002–2005 – مدرسة الموسيقى، مدرسة بيدفورد، بيدفورد، إنجلترا
- 2002–2008 – كنيسة سانت مارتن إن ذي فيلدز، لندن
- 2002–2011 – متحف هولبورن، باث، إنجلترا
- 2003 – معرض تيموثي تايلور، شارع ديرينج، لندن
- 2004–2006 – ساحة ألديرمانبري، المناظر الطبيعية، لندن
- 2004–2009 – 60 شارع ثريدنيدل، لندن
- 2004–2009 – 50 نيو شارع بوند و14 شارع سانت جورج، لندن
- 2004–2010 – سبا فندق فور سيزونز لندن في بارك لين، بارك لين، لندن
- 2005–2010 – مقر إقامة ليال ميوز، لندن
- 2005–2012 – مقر إقامة ليبتون، لندن
- 2005 – مداخل سيلفريدجز، لندن
- 2008 – تشيلسفيلد، لندن، مكاتب
- 2006–2007 – بابكوك آند براون، لندن، مكاتب
- 2006–2007 – معرض تيموثي تايلور، كارلوس بلايس، مايفير، لندن
- 2008–2009 – «بالاديو»، معرض، الأكاديمية الملكية للفنون، لندن
- 2008–2012 – إن 10 القرية الشرقية، لندن (سابقًا القرية الأولمبية)، لندن
- 2008–2013 – ون إيجل بلايس، بيكاديللي، لندن، مع ريتشارد ديكون
- 2012–2019 – 120 شارع فينشرش، لندن (وان فن كورت)[20][21]

### تحت الإنشاء
- 2007 – قاعة سيدارز، مدرسة كاتدرائية ويلز، سومرست، إنجلترا
- 2009 – مدارس الموسيقى والدراما، كلية برايتون، برايتون، إنجلترا
- 2010 – 26 شارع ألبيمارل، لندن

### المقترحات
- 1988 – كلية بيمبروك، كامبريدج، المخطط الرئيسي
- 1989 – ملعب ألعاب، بورتو كاراس، خالكيذيكي، اليونان
- 1989–1991 – مبنى النادي، تشيسوك بارك، لندن
- 1990 – كلية كوربوس كريستي، كامبريدج، سكن الخريجين
- 1990–1991 – كلية بيمبروك، كامبريدج، المسرح
- 1992 – المخطط الرئيسي، مستشفى نورفولك ونورويتش العام
- 1993 – متحف فيتزويليام، كامبريدج
- 1993 – قاعة سانت جورج، قلعة وندسور
- 1993 – قاعة رياضية، مدرسة ليتونستون، لندن
- 1994 – فندق الريتز، دراسة جدوى، لندن
- 1996 – محطة الحافلات 1، والسول، ويست ميدلاندز، إنجلترا
- 1996–1999 – المخطط الرئيسي لحديقة جرنتا، جنوب كامبريدجشير
- 1996–2009 – إيرينجان هياو، كوالالمبور، ماليزيا
- 1997 – رويال لانكستر، لندن
- 1998 – مركز الابتكار في ويستلايكس، كمبريا
- 1998 – الأكاديمية الملكية الإنجليزية للفنون، لندن
- 1999 – بوابة لامبث، لندن
- 2001 – تورنر كونتمبوراري، مارجيت، كِنت، إنجلترا
- 2001–2003 – النادي الملكي، شنغهاي
- 2002–2005 – مبنى متروبول و10 وايتهول بلايس
- 2003 – ميلبانك، أبردينشاير، المخطط الرئيسي
- 2003 – كينجز كروس سنترال، لندن
- 2003 – 185 شارع بارك، لندن
- 2004 – جروسفينور ووترسايد
- 2004 – البيت القارب 4، أحواض بناء السفن التاريخية في بورتسموث، بورتسموث
- 2005–2007 – 7 و8 ساحة سانت جيمس، لندن
- 2006 – مقر إقامة مانا، نوتينغ هيل، لندن
- 2006 – فندق سيلفريدج، شارع أكسفورد، لندن

## التصميم
رافق عمل باري كمصمم مشاريعه الخاصة بمعرض أثاث سيباستيان + باركيه وإيرينجان هيجاو في كوالالمبور والتي تضمنت مقابض Z ورافعات Z. كما صمم باري أيضًا أثاثًا لمعرض تيموثي تايلور وطاولة تيموثي تايلور ومنتجع فندق فور سيزونز سبا في بارك لين. كما تفتخر الممارسة بسلسلتين من مقاعد فيجيليا ومقاعد سانكتشواري التي صممها باري لسانت مارتن إن ذا فيلدز. كما تم تصميم مقعد متحف هولبورن لمتحف هولبورن.

## الكتب
في عام 2015، نشر إريك باري كتاب السياق: العمارة وعبقرية المكان الذي يصف فيه نهجه في العمارة. سبق أن نشر باري كتابين حول أعمال المكتب، المجلد الأول والمجلد الثاني، مع نصوص لداليبور فيسلي وويلفريد وانغ. وبحلول بداية عام 2016، صدر المجلد الثالث، الذي تضمن مقدمة لداليبور فيسلي ونصًا رئيسيًا لإدوين هيثكوت.

## الأفلام القصيرة
أنتج باري سلسلتين من الأفلام القصيرة التي تعكس مدينة وستمنستر ومدينة لندن، بالإضافة إلى متحف هولبورن في باث، وبناء 4 بانكراس سكوير. كما استضاف باري سلسلة من الندوات الموثقة في الفيلم مع جوزيف ريكويرت، داليبور فيسيلي، روبن ميدلتون، بيتر كارل، ألبرتو بيريز جوميز وديفيد ليذربارو.

## الجوائز
- جائزة المعهد الملكي للمعماريين البريطانيين لمدرسة كاتدرائية ويلز، ويلز (2017)
- جائزة المعهد الملكي للمعماريين البريطانيين لمعهد اللحام، كامبريدج (2017)
- جوائز تصميم الصوت المدني – جائزة منطقة الحفظ الخاصة لمدرسة كاتدرائية ويلز، ويلز (2017)
- جائزة الثقة المدنية لساحة سانت جيمس 8، لندن (2017)
- تقدير مؤسسة الثقة المدنية لمدرسة الموسيقى في كلية برايتون، برايتون (2017)
- جائزة المعهد الملكي للمعماريين البريطانيين للجنوب الغربي – مبنى العام لمدرسة كاتدرائية ويلز، ويلز (2017)
- جوائز المعهد الملكي للمعماريين البريطانيين لندن لسانت هيلينز بلايس 5–7 مع قاعة بائعي الجلود، لندن (2017)
- جائزة المعهد الملكي للمعماريين البريطانيين إيست لمعهد اللحام، كامبريدج (2017)
- جائزة المعهد الملكي للمعماريين البريطانيين جنوب غرب لمدرسة برايتون كوليدج للموسيقى، برايتون (2017)
- جائزة المعهد الملكي للمهندسين المعماريين البريطانيين (منطقة لندن) لساحة سانت جيمس 8، لندن (2016)
- المرشح النهائي لجوائز أخبار البناء (مشروع العام) لمشروع 8 سانت جيمس سكوير، لندن (2016)
- جوائز صندوق تراث ساسكس (العامة والمجتمعية) لمدرسة برايتون كوليدج للموسيقى، برايتون (2016)
- مبنى مدينة لندن لهذا العام – جائزة تقديرية من ليفري لقاعة بائعي الجلود، لندن (2016)
- اتحاد الأحجار، جائزة تقديرية من جوائز الأحجار الوطنية (الاستدامة) لمشروع ون إيجل بلايس، بيكاديللي (2015)
- جوائز المعهد الملكي للمساحين المعتمدين – جائزة تقديرية (تجارية) لون إيجل بلايس، بيكاديللي (2014)
- جوائز العقارات البريطانية (التطوير متعدد الاستخدامات) لمشروع ون إيجل بلايس، بيكاديللي (2014)
- المجلس الثقافي البريطاني للمكاتب – جائزة بي سي أو (أفضل مساحة عمل تجارية في لندن وجنوب شرق) لمبنى ون إيجل بلايس، بيكاديللي (2014)
- دكتوراه فخرية في الآداب من جامعة باث (2012)
- جائزة المعهد الملكي للمعماريين البريطانيين لمتحف هولبورن، باث (2012)
- جائزة المعهد الملكي للمهندسين المعماريين البريطانيين – فندق فور سيزونز سبا، بارك لين، لندن (2012)
- جائزة المعهد الملكي للمعماريين البريطانيين – 50 شارع نيو بوند، لندن (2012)
- جوائز إيه جي ريتروفت لمتحف هولبورن، باث، «مبنى العام» (2012)
- جائزة بيرتوبوهان أكيتيك ماليزيا عن إيرينجان هيجاو، كوالالمبور (2011)
- جائزة المعهد الملكي للمعماريين البريطانيين لشارع ثريدنيدل 60، لندن (2010)
- جائزة أوروبا نوسترا للحفاظ على سانت مارتن إن ذا فيلدز، لندن (2010)
- انتخب عضوا في الأكاديمية الملكية للفنون (2006)
- تم ترشيحه لجائزة ستيرلنغ عن 30 فينسبري سكوير، لندن (2003)
- جائزة التميز في التصميم لساحة فينسبري 30، لندن (2003)
- جائزة الثقة المدنية لحديقة غرانثا، كامبريدجشاير (2003)
- المجلس الثقافي البريطاني للمكاتب – جائزة تقدير بي سي أو لساحة فينسبري 30، لندن (2003)
- جائزة جوائز صناعة البناء البريطانية للتقدير العالي لساحة فينسبري 30، لندن (2003)
- جائزة تقديرية من جوائز الأحجار الطبيعية لفندق وسبا ماندارين أورينتال، لندن (2002)
- جوائز إف إكس للتصميم للمنتجع الصحي في فندق ماندارين أورينتال، لندن (2001)
- جوائز الأحجار الطبيعية لبوابة ساوثوورك، لندن (2000)
- جوائز الأحجار الطبيعية التقديرية العالية لكلية بيمبروك، كامبريدج (2000)
- جائزة المعهد الملكي للمعماريين البريطانيين لبوابة ساوثوورك، شارع تولي، لندن (1999)
- جائزة بيرتوبوهان أكيتيك ماليزيا لفيلم داماي سوريا، كوالالمبور (مع C'Arch) (1999)
- جائزة الثقة المدنية لكلية بيمبروك، كامبريدج (1999)
- جائزة المعهد الملكي للمعماريين البريطانيين لمحكمة فاوندريس، كلية بيمبروك، كامبريدج (1998)

## ببليوغرافيا
- Parry, Eric, Context: Architecture and the Genius of Place (Wiley, 2015) (ردمك 978-1-119-95271-8)
- Parry, Eric; Vesely, Dalibor and Wang, Wilfried, Eric Parry Architects: Volume 1 (Black Dog, 2002 and 2011) (ردمك 978-1-906-15562-9)
- Parry, Eric; Vesely, Dalibor and Wang, Wilfried, Eric Parry Architects: Volume 2 (Black Dog, 2011) (ردمك 978-1-906-15525-4)
- Parry, Eric; Vesely, Dalibor and Heathcote, Edwin, Eric Parry Architects: Volume 3 (Artifice Books, 2015) (ردمك 978-1-908-96703-9)

## وصلات خارجية
لا توجد روابط لمواقع التواصل الاجتماعي.

- الموقع الرسمي
- Eric Parry Designs نسخة محفوظة 23 April 2013 على موقع واي باك مشين.
- Royal Academy of Arts
- Royal Institute of British Architects
- Profile on Royal Academy of Arts Collections